# Rudoušek hořký
Rudoušek hořký (Rhodocybe mundula) je druh houby z čeledi závojenkovité (Entolomataceae).

## Znaky
Šedivý, silně vmáčklý klobouk dorůstá 3–7 cm v průměru, okraje jsou podvinuté.
Lupeny šedavé, u třeně sbíhavé, na klobouku hustě uspořádané.
Výtrusný prach je bleděrůžový.
Třeň stejné barvy jako klobouk, krátký, na jeho bázi přítomen bílý povlak.
Dužnina bleděžlutá, tenká, tuhá, velmi hořká, s velmi silným moučným aroma.
Při pouhém dotyku, zejména na okrajích klobouku a na lupenech, se místo na plodnici zbarvuje do kouřově černé barvy.

## Užití
Nejedlý druh.

## Ekologie
Od srpna do listopadu roste vzácně v bučinách, smrčinách a lužních lesích na silně vápnité půdě.

## Rozšíření
Výskyt rudouška hořkého byl popsán v Evropě, Severní Americe a Japonsku. V ČR byl nalezen v oblasti Jižních Čech a Vysočiny.

## Galerie

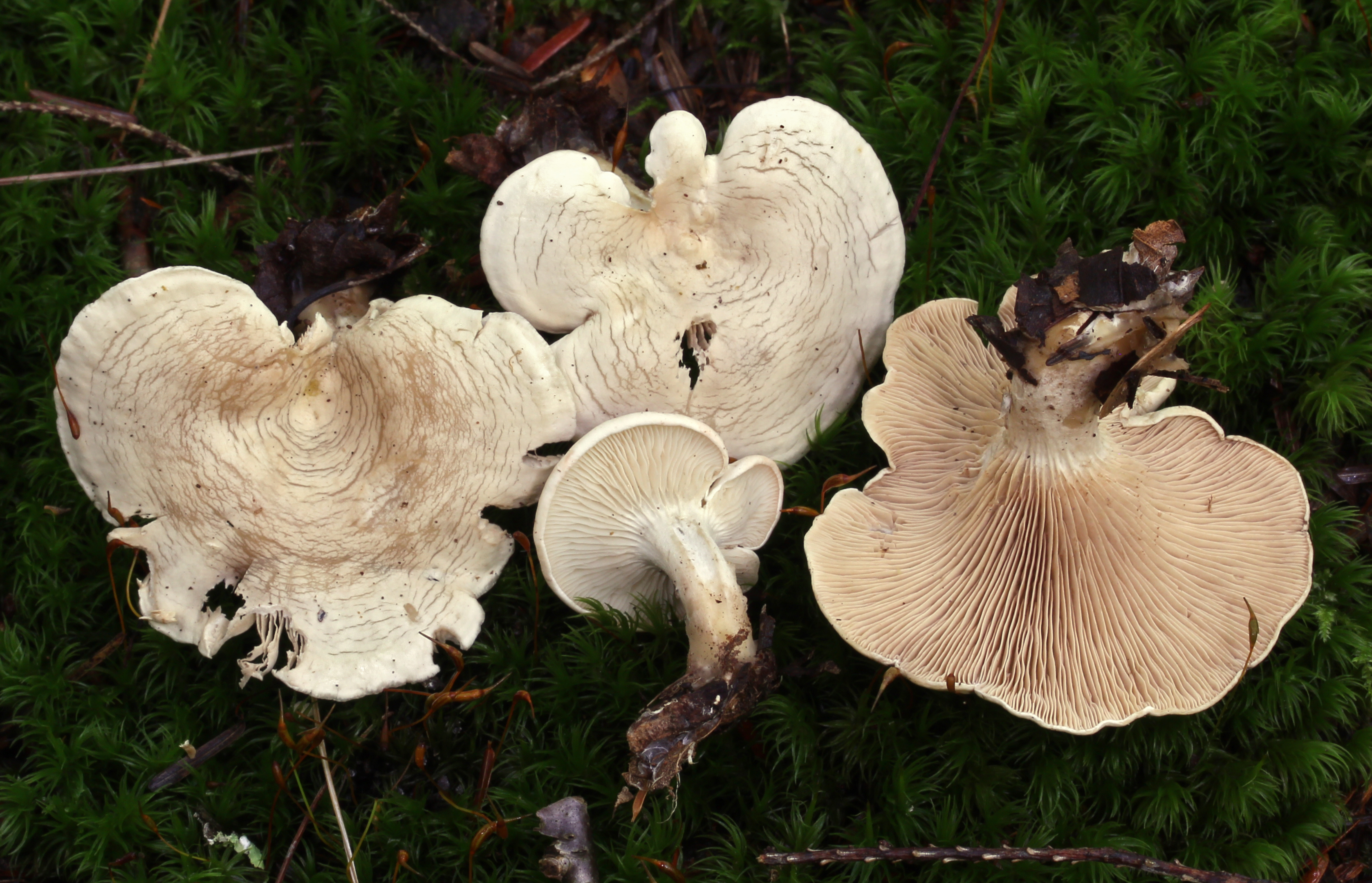

## Možnost záměny
Nezaměnitelný druh.